# Miguel Juan Payán
Miguel Juan Payán (Madrid, 1962) és un crític de cinema, escriptor i professor espanyol. Ha escrit més de 40 llibres sobre cinema i actualment treballa com a professor al Centro de Artes Universitario de Artes TAI i com a periodista a la Revista ACCIÓN

## Biografia
Va néixer a Madrid el 1962 i és llicenciat en Periodisme per la Facultat de Ciències de la Informació de la Universitat Complutense de Madrid. Va col·laborar amb el Festival Internacional de Cinema de Madrid (IMAGFIC) en les seves edicions de 1985 i 1986, i ha estat membre de la Junta Directiva del Cercle d'Escriptors Cinematogràfics. Ha publicat articles en els dominicals dels periòdics Diario 16 i Ya. Ha escrit crítiques de cinema per La Gaceta de los Negocios; ha treballat també a les revistes Imágenes de Actualidad, Cine Nuevo, Revista de Cine, Manhattan, Pantalla 3 i Academia (editada per la Acadèmia de les Arts i les Ciències Cinematogràfiques d'Espanya); i des de fa anys escriu per la Revista ACCIÓN. És professor de «Història del Cinema, Gèneres cinematogràfics i Anàlisi Fílmica» a la Escola Superior d'Arts i Espectacles TAI de Madrid, i coordinador i moderador de les Jornades «Cinema, Cafè i Tertúlies per a Majors» organitzades per Obra Social Caja Madrid. En 2017 va rebre la medalla del Cercle d'Escriptors Cinematogràfics per tota la seva labor periodística.

## Llibres
- Las 100 mejores películas de artes marciales. San Sebastián de los Reyes (Madrid): Cacitel, 2007. ISBN 84-96613-17-8, 9788496613171
- La historia de España a través del cine. Madrid: Cacitel, 2007. ISBN 84-96613-10-0, 9788496613102
- Diccionario ilustrado del cine de terror. En col·laboració amb Javier Juan Payán. Madrid: Jardín, 2006. ISBN 84-95698-02-1, 9788495698025
- Grandes monstruos del cine. Miguel Juan Payán & Javier Juan Payán. Madrid: Jardín, 2006. ISBN 84-95698-03-X
- Los 100 mejores filmes de vampiros. Madrid: Cacitel, 2005. ISBN 84-87754-99-6, 9788487754999
- Las 100 mejores películas de piratas. Madrid: Cacitel, 2005. ISBN 84-87754-88-0
- Las 100 mejores películas españolas de la historia del cine. Madrid: Cacitel, 2005. ISBN 84-87754-92-9
- La cara oculta de las estrellas de Hollywood. Madrid: Jardín, 2005. ISBN 84-95698-00-5
- Diccionario ilustrado del cine de ciencia ficción. Miguel Juan Payán & Javier Juan Payán. Madrid: Jardín, 2005. ISBN 84-95698-01-3, 9788495698018
- «Don Quijote en la televisión» en El Quijote en el cine, coordinado por Miguel Juan Payán. Madrid: Jaguar, 2005. ISBN 84-96423-06-9. Págs. 135-154
- Hollywood Confidential. Los Trapos Sucios De Las Estrellas. Miguel Juan Payán & Juanjo Ocio Costales. Madrid: T & B, 2004. ISBN 84-95602-74-1
- Marlon Brando: de la A a la Z. Madrid: Jaguar, 2004. ISBN 84-95537-91-5
- Los mitos del Oeste en el cine. Madrid: Cacitel, 2004. ISBN 84-87754-75-9
- Steve McQueen. Un rebelde en Hollywood. Miguel Juan Payán & Ramiro Navarro. Madrid: T & B, 2004. ISBN 84-95602-66-0
- Los verdaderos gángsters en el cine. Madrid: Cacitel, 2004. ISBN 84-87754-87-2
- Las 100 mejores películas del cine histórico y bíblico. Madrid: Cacitel, 2003. ISBN 84-87754-73-2
- Anécdotas sobre la muerte en la meca del cine. Miguel Juan Payán & José Luis Mena. Madrid: Cacitel, 2003. ISBN 84-87754-58-9
- Anthony Quinn. Miguel Juan Payán & Silvia García Jerez. Las Rozas (Madrid): Dastin, 2003. ISBN 84-492-0337-6
- Secretos y mentiras de Hollywood. Miguel Juan Payán & Javier Juan Payán. Madrid: T & B, 2003. ISBN 84-95602-41-5
- Las 100 mejores escenas de la historia del cine. Miguel Juan Payán, José Luis Mena & Javier Juan Payán. Madrid: Cacitel, 2002. ISBN 84-87754-55-4
- Katharine Hepburn, la fiera de Hollywood. Miguel Juan Payán & Nicolás Belasco. Madrid: Cacitel, 2002. ISBN 84-87754-63-5, 9788487754630
- Cine español actual. Madrid: J.C. 2001. ISBN 84-89564-24-8
- Efectos especiales (1900-2001): de King Kong a La guerra de las galaxias. Miguel Juan Payán & Javier Juan Payán. Pozuelo de Alarcón (Madrid): Minor Network, 2001. ISBN 84-95673-74-6
- El señor de los anillos. Cine y fantasía heroica. Miguel Juan Payán & Lyle Gorch. Madrid: Cacitel, 2001. ISBN 84-87754-50-3, 9788487754500
- Todo lo que siempre quiso saber sobre el cine y nadie se atrevió a contar. Madrid: T & B, 2001. ISBN 84-95602-18-0, 9788495602183
- George Lucas: el mayor espectáculo del mundo. Madrid: J.C. 1999. ISBN 84-95121-08-5
- Las 100 mejores películas policíacas y de gángsters de la historia del cine. Miguel Juan Payán & José Luis Mena. Madrid: Cacitel, 1996. ISBN 84-87754-10-4
- Guía del Cine independiente americano de los 90. Miguel Juan Payán & Susana M. Villalba. Madrid: Nuer, 1996. ISBN 84-8068-037-7
- Oliver Stone. Madrid: J.C. 1996. ISBN 84-85741-95-1
- La verdadera historia de Quasimodo, el jorobado de Notre-Dame. Adaptación de la novela original de Víctor Hugo Nuestra Señora de París. Madrid: Nuer, 1996.
- 100 diosas de 100 años de cine. Miguel Juan Payán, Javier Cuesta & José Luis Mena. Madrid: Cacitel, 1995. ISBN 84-87754-12-0
- Brad Pitt. Madrid: Nuer, 1995. ISBN 84-8068-030-X
- Diccionario de actores, Volumen 2. Madrid: J.C. 1995. ISBN 84-89564-00-0, 9788489564008
- Grandes estrellas del cine de artes marciales. Miguel Juan Payán & Javier Juan Payán. Madrid: Nuer, 1995. ISBN 84-8068-031-8
- Quentin Tarantino. Miguel Juan Payán, Francisco Delgado & Jacinto Uceda. Madrid: J.C. 1995. ISBN 84-85741-96-X
- Las 100 mejores películas de suspense de la historia del cine. Miguel Juan Payán, Javier Cuesta & José Luis Mena. Madrid: Cacitel, 1994. ISBN 84-87754-07-4
- El cine español de los 90. Madrid: J.C. 1993. ISBN 84-85741-81-1
- Francis Ford Coppola. Madrid: J.C. 1992. ISBN 84-85741-73-0
- David Lynch. Madrid: J.C. 1991. ISBN 84-85741-67-6
- Cary Grant. Madrid: J.C. 1988. ISBN 84-85741-43-9
- Marcello Mastroianni. Madrid: J.C. 1987. ISBN 84-85741-41-2
- Max Ophüls. Número 28 de Colección Directores de cine. Madrid: J.C. 1987
- Robert Redford. Madrid: J.C. 1987. ISBN 84-85741-38-2
- James Dean. Madrid: J.C. 1986. ISBN 84-85741-32-3
- Manuel Gutiérrez Aragón. Miguel Juan Payán & José Luis López. Madrid: J.C. 1985. ISBN 84-85741-29-3